# Hermann Hoth
Hermann Hoth (1885-1971) là một Đại tướng Lục quân Đức trong Chiến tranh thế giới thứ hai. Ông là một trong những chỉ huy hàng đầu của binh chủng Tăng-Thiết giáp Đức, đã dẫn dắt lực lượng này lập nhiều thắng lợi lớn trong các chiến dịch ở Ba Lan (1939), Pháp (1940), Liên Xô (1941-1945), và nhận thưởng Huân chương Chữ thập Hiệp sĩ đính kèm Gươm và Lá sồi vào năm 1943. Tuy nhiên, cuối năm 1943, Hoth bị quốc trưởng Adolf Hitler sa thải sau những thất bại trước quân đội Liên Xô tại Stalingrad, Kursk và Kiev. Ông được Hitler triệu hồi làm tư lệnh đạo quân phòng thủ vùng núi Harz trong một thời gian ngắn vào tháng 4 năm 1945. Sau khi chiến tranh kết thúc, Hoth bị tòa án Nürnberg kết án là tội phạm chiến tranh và phải ở tù 6 năm từ 1948 đến 1954.

## Buổi đầu sự nghiệp
Hoth sinh ngày 12 tháng 4 năm 1885 tại Neuruppin, Phổ (Đức), là con của một sĩ quan quân y. Sau khi học các trường thiếu sinh quân ở Potsdam và Groß-Lichterfelde, ông nhập ngũ Trung đoàn Bộ binh số 72 - Quân đội Đế quốc Đức vào ngày 27 tháng 2 năm 1904. Từ năm 1904 đến năm 1905, ông học tại trường sĩ quan Danzig và vào ngày 27 tháng 1 năm 1905 ông được phong quân hàm Thiếu úy (Leutnant). Tiếp theo đó, Hoth làm sĩ quan trợ lý Tiểu đoàn II (Trung đoàn Bộ binh 72) trong các năm 1907-1910. Khi Chiến tranh thế giới thứ nhất bùng nổ, tháng 4 năm 1914, ông được thăng quân hàm Trung úy (Oberleutnants) và được điều động về Bộ Tổng tham mưu (Großer Generalstab). Không lâu sau, ông được thăng quân hàm Đại úy ( Hauptmann) ngày 8 tháng 11 năm 1914 và được điều chuyển về Bộ Tham mưu Tập đoàn quân số 8 trên Mặt trận Đông Âu. Kế đến, ông nhận chức sĩ quan thông tin Tập đoàn quân số 10 vào tháng 2 năm 1915. Mùa xuân năm 1916, Hoth được chỉ định làm tiểu đoàn trưởng trong Trung đoàn Bộ binh số 432 và đến tháng 6 cùng năm, ông trở thành quyền tiểu đoàn trưởng Tiểu đoàn Huấn luyện Không quân 49. Cuối năm 1916, ông được điều sang Mặt trận Tây Âu và công tác ở Bộ Tham mưu Tập đoàn quân số 2. Tháng 8 năm 1918, Hoth lãnh chức trưởng ban tác chiến Trung đoàn Bộ binh số 30. Ông giữ cương vị này cho đến lúc cuộc chiến kết thúc.
Sau Chiến tranh thế giới thứ nhất, Hoth tiếp tục phục vụ trong lực lượng vũ trang của nền Cộng hòa Weimar non trẻ. Năm 1919-20, ông đảm nhiệm chức đại đội trưởng trong Trung đoàn Bộ binh số 18 tại Padenborn. Tháng 12 năm 1920, ông được thuyên chuyển sang Bộ Quốc phòng và công tác ở Cục Quân khí. Đến tháng 10 năm 1923, ông lãnh chức trưởng ban tác chiến Sở chỉ huy Bộ binh II tại Stettin, rồi vào năm 1924 ông lên cấp hàm Thiếu tá (Major). Tháng 5 năm 1925, Hoth trở lại Bộ Quốc phòng và được phân công vào Cục Tuyên huấn. Tháng 1 năm 1929, ông nhậm chức Tiểu đoàn trưởng Tiểu đoàn I - Trung đoàn Bộ binh 4 tại Stargard (Pommern) và được thăng hàm Trung tá (Oberstleutnant). Tiếp theo đó, tháng 11 năm 1930, Hoth được phân công vào Cục Tác chiến - Bộ Tham mưu Quân khu I. Năm 1932, ông lên cấp hàm Đại tá (Oberst), sau đó ông lần lượt kinh qua các chức Trung đoàn trưởng Trung đoàn Bộ binh số 17 tại Brunswick (1932-33), Chỉ huy trưởng Bộ Chỉ huy Quân sự tỉnh Lübeck (1934) và Chỉ huy trưởng Bộ chỉ huy Bộ binh III tại Liegnitz (1934-35). Ông được thăng cấp hàm Thiếu tướng ngày 1 tháng 10 năm 1934,. Sau khi chính phủ Hitler tuyên bố tái vũ trang nước Đức, Bộ chỉ huy Bộ binh III được mở rộng thành Sư đoàn Bộ binh số 18 do Hoth làm sư đoàn trưởng đầu tiên vào tháng 10 năm 1935. Ngày 1 tháng 10 năm 1936, ông được thăng cấp Trung tướng, và đến ngày 1 tháng 11 năm 1938, ông lên quân hàm Thượng tướng Bộ binh (General der Infanterie). Ngày 10 tháng 11 cùng năm, Hoth được chỉ định làm Tư lệnh Quân đoàn Mô tô hóa XV; quân đoàn này được nâng cấp thành Quân đoàn Thiết giáp XV vào năm 1939, và điều đó đã khiến Hoth từ một tướng lĩnh bộ binh trở thành một trong các chỉ huy của lực lượng tăng-thiết giáp Đức.

## Chiến tranh thế giới thứ hai

### Cuộc tấn công Ba Lan
Ngày 1 tháng 9 năm 1939, Đức khai chiến với Ba Lan, Chiến tranh thế giới thứ hai bùng nổ. Quân đoàn Thiết giáp XV được triển khai tấn công Ba Lan trong đội hình Tập đoàn quân số 10 (Tư lệnh: Đại tướng Walther von Reichenau) - Cụm Tập đoàn quân Nam (Tư lệnh: Đại tướng Gerd von Rundstedt). Dưới sự dẫn dắt của Hoth, quân đoàn đã đánh tan các đơn vị Ba Lan trên hướng nam Częstochowa , sau đó tiến nhanh tới Łysa Góra và góp phần hợp vây, tiêu diệt một lực lượng lớn quân Ba Lan gần Radom. Ngày 9 tháng 9, các Tập đoàn quân Pomorze và Poznan (Ba Lan) phản kích mạnh vào sườn phía bắc Tập đoàn quân số 8 trên sông Bzura, buộc tướng Rundstedt phải điều Tập đoàn quân số 10 lên cứu viện cho Tập đoàn quân 8. Cùng với các đơn vị bạn, quân đoàn Hoth đã chặn được đà tiến của 2 tập đoàn quân Ba Lan và chuyển sang bao vây, cô lập, ngăn chặn không cho quân Ba Lan chạy thoát về pháo đài Modlin. Trận Bzura kết thúc vào ngày 19 tháng 9 năm 1939, với thất bại quyết định của 9 sư đoàn chủ lực Ba Lan cùng một số đơn vị yểm trợ nhỏ. Những chiến tích của Hoth trong chiến dịch Ba Lan đã khiến ông trở nên được biết đến như như một bậc thầy về chiến tranh thiết giáp-cơ giới trong quân đội Đức.

### Trận đánh nước Pháp
Ngày 10 tháng 5 năm 1940, Đức Quốc xã phát động chiến dịch tấn công Pháp và Tây Âu. Với biên chế bao gồm các Sư đoàn Thiết giáp số 5, 7 và Sư đoàn Bộ binh Mô tô số 2, binh đoàn của Hoth tham gia chiến dịch trong hàng ngũ Tập đoàn quân số 4 (Tư lệnh: Đại tướng Günther von Kluge). Cùng với Quân đoàn Thiết giáp XIX (Thượng tướng Thiết giáp Heinz Guderian) và Quân đoàn Thiết giáp XXXXI (Thượng tướng Thiết giáp Georg-Hans Reinhardt), Quân đoàn Thiết giáp XIX đóng vai trò là một trong các mũi nhọn đột kích của Cụm Tập đoàn quân A (Thống chế Gerd von Rundstedt) – cánh quân có nhiệm vụ chọc thủng chính diện quân Pháp-Anh-Bỉ đằng sau sông Meuse. Với mũi nhọn đột kích là Sư đoàn Thiết giáp số 7 do Thiếu tướng Erwin Rommel chỉ huy, quân đoàn Hoth vượt sông Meuse thành công và đập tan sự kháng cự mãnh liệt của Tập đoàn quân số 9 (Pháp) trong trận Dinant - Haut-le-Wastia (12 tháng 5 – 14 tháng 5 năm 1940). Tư lệnh Hoth đã cùng Rommel trực tiếp giám sát, đôn đốc lực lượng công binh Đức xây cầu cho xe tăng Đức tràn qua sông Meuse đánh bại quân Pháp. Ngay sau đó, Hoth và Rommel thúc quân truy kích dữ dội lên mạn tây bắc, để để cùng các quân đoàn bạn bao vây đánh tiêu diệt quân chủ lực Pháp-Anh trên hướng eo biển Anh theo kế hoạch Manstein (tác giả chính của kế hoạch này, Trung tướng Erich von Manstein, là thủ trưởng tương lai của Hoth trên mặt trận Nga). Các sư đoàn của Hoth đã nhanh chóng đánh chiếm Avesnes-sur-Helpe, Landrecies, Le Cateau, Cambrai, Maubeuge và đè bẹp mọi khối quân Pháp nằm ngáng đường hành tiến.

Bản đồ chiến sự tại Pháp từ ngày 21 tháng 5 đến 6 tháng 6 năm 1940.

Ngày 20 tháng 5 năm 1940, Quân đoàn Thiết giáp XIX của Guderian tiếp cận eo biển Anh tại Abbeville, tạo thế hợp vây quân chủ lực Anh-Pháp. Quân đoàn Thiết giáp XV của Hoth được lệnh hỗ trợ Guderian tấn công tiêu diệt quân Anh-Pháp từ hướng nam. Sau khi chiếm được các cao điểm phía tây nam Arras vào đêm ngày 19 – rạng sáng ngày 20 tháng 5, các Sư đoàn Thiết giáp 5, 7 và 1 sư đoàn SS phối thuộc tiến đánh theo hướng Lille, trên đường di chuyển họ đã bẻ gãy nhiều đợt phản kích quyết liệt của lực lượng xe tăng Anh và kỵ binh cơ giới Pháp (trận phản kích lớn nhất trong số đó diễn ra gần Arras vào ngày 21 tháng 5, do 2 tiểu đoàn bộ binh Anh và 134 xe tăng Pháp-Anh thực hiện). Đến ngày 24 tháng 5, Quân đoàn Thiết giáp XV đến kênh La Bassée và chuẩn bị vượt sông đánh Lille, nhưng cùng hôm đó Thống chế Rundstedt chỉ thị cho binh chủng thiết giáp Đức tạm ngừng tiến quân. Phải hai ngày sau (26 tháng 5) Rundstedt mới cho phép các sư đoàn thiết giáp tiếp tục hành tiến. Hoth thúc quân thiết giáp cùng bộ binh cơ giới vượt kênh La Bassée, kéo ra Lille và tiêu diệt các đơn vị bộ binh, pháo chống tăng cùng số xe tăng Anh trên đường tiến. Ngày 28 tháng 5, các sư đoàn của Hoth đến Lille và hình thành thế bao vây 7 sư đoàn thuộc Tập đoàn quân số 1 (Pháp). Quân Pháp dùng một số sư đoàn Maroc tiến hành phá vây khỏi Lille nhưng bị Rommel đánh bại. Cuộc chiến ở Lille diễn ra ác liệt cho tới khi Tập đoàn quân số 1 (Pháp) đầu hàng vào ngày 1 tháng 6 năm 1940. Cùng với chỉ thị ngày 24 tháng 5 của Rundstedt, sự chống cự anh dũng của Tập đoàn quân số 1 (Pháp) tại Lille đã mở đường cho một bộ phận lớn quân Anh-Pháp chạy thoát từ quân cảng Dunkerque về lãnh thổ Anh, làm giai đoạn 1 chiến dịch Pháp kết thúc với thắng lợi không toàn diện của kế hoạch Manstein.
Ngày 5 tháng 6 năm 1940, chiến dịch bước sang giai đoạn 2, Quân đoàn Thiết giáp XV được bổ sung thêm Sư đoàn Kỵ binh số 1, Lữ đoàn Súng trường số 11 và được triển khai trên cánh phải Tập đoàn quân số 4. Cùng với các đơn vị bạn trong Tập đoàn quân số 4, quân đoàn Hoth được chuyển sang đội hình Cụm Tập đoàn quân B do Thống chế Fedor von Bock chỉ huy. Lực lượng của Hoth có nhiệm vụ vượt sông Somme, quất sang khu vực Rouen-Le Havre và thiết lập đầu cầu trên sông Seine. Dù chịu nhiều thiệt hại (trong đó có 100 xe tăng bị bắn hỏng, bắn cháy vào ngày 5 tháng 6), quân đoàn Hoth có không quân yểm trợ đã chiếm được đầu cầu trên sông Somme, đánh sụm lực lượng trung tâm của Tập đoàn quân số 10 (Pháp), khiến tập đoàn quân này bị chặt làm đôi. Ngày 7 tháng 6, lực lượng của Hoth xuyên thủng trận tuyến quân Pháp trên cao nguyên Hornoy. Bộ Tư lệnh Pháp gấp rút điều xe tải chở Sư đoàn Bộ binh số 17 đến tiếp viện cho mặt trận Hornoy, nhưng sư đoàn này chưa kịp xuống xe thì đã bị các Sư đoàn Thiết giáp 5 và 7 đột kích tiêu diệt hoàn toàn. Phát huy chiến quả, ngày 9 tháng 9, Rommel áp sát sông Seine tại Rouen, tạo thế cho quân đoàn Hoth bao vây cô lập Quân đoàn IX (Pháp) và Sư đoàn Bộ binh 51 (Anh) dọc theo eo biển Anh. Cuộc hợp vây hoàn tất vào ngày 12 tháng 6, khi tư lệnh Quân đoàn IX (Pháp), tư lệnh Sư đoàn Bộ binh số 21 (Anh) cùng 46.000 sĩ quan, binh sĩ Pháp-Anh được thêm vào danh sách tù binh của Binh đoàn Thiết giáp XV. Hôm sau (13 tháng 6), các mũi nhọn xung kích của Hoth lấy được thành phố cảng quan trọng Le Havre mà không cần giao tranh.
Sau thắng lợi ở Le Havre, ngày 17 tháng 6 Hoth lệnh cho Sư đoàn Thiết giáp số 7 của Rommel tiến công Cherbourg (Cotentin), còn Sư đoàn Thiết giáp số 5 của Trung tướng Max von Hartlieb-Walsporn tiến công Rennes và Brest (Bretagne), nhằm ngăn không cho quân đội Pháp-Anh co cụm về Bretagne. Cả hai sư đoàn đều đạt được thắng lợi to lớn: trên mạn bắc, Sư đoàn Thiết giáp 7 từ sông Seine tràn đến Cotentin chỉ trong 24 giờ, và lấy được Cherbourg trong các trận đánh dữ dội ngày 18 – 19 tháng 6. 30.000 quân phòng thủ Pháp bị bắt làm tù binh. Trên cánh nam, Sư đoàn Thiết giáp 5 chọc thủng các tuyến tiền tiêu của quân Pháp ở Bretagne, chiếm Rennes và bắt sống Tư lệnh Tập đoàn quân số 10 (Pháp) Rene Altmayer cùng bộ tham mưu của ông này. Đêm ngày 19 tháng 9, Walsporn chiếm được Brest, hoàn tất việc chinh phục Bretagne. Ngày 22 tháng 6 năm 1940, Pháp ký hiệp định đầu hàng Đức tại Compiègne. Hoth ca khúc khải hoàn về nước và thụ phong quân hàm Đại tướng vào ngày 19 tháng 7 năm 1940. Ngày 16 tháng 11 năm 1940, Bộ Tổng Tư lệnh Lục quân Đức phát triển Quân đoàn Thiết giáp XV của Hoth thành Cụm Thiết giáp số 3, gồm 2 quân đoàn thiết giáp-cơ giới với 840 cỗ xe tăng. Hoth trở thành tư lệnh đầu tiên của đạo quân thiết giáp này. Tướng sĩ trong Cụm Thiết giáp số 3 mến mộ gọi ông là "Bố già Hoth" (Papa Hoth).

### Cuộc chiến Xô-Đức

#### Giai đoạn 1941-1942
Ngày 22 tháng 6 năm 1941, Hitler bất ngờ phát động Chiến dịch Barbarossa xâm lược Liên Xô. Cùng với Cụm Thiết giáp số 2 do Đại tướng Heinz Guderian chỉ huy, Cụm Thiết giáp số 3 đóng vai trò là mũi nhọn đi đầu của Cụm Tập đoàn quân Trung tâm (Tư lệnh: Thống chế Fedor von Bock) – cánh quân có nhiệm vụ chinh phục miền trung nước Nga. Khác với Guderian vốn hay phớt lờ mệnh lệnh của Bock, Hoth hợp tác ăn ý với Bock và thường tuân thủ nghiêm ngặt các mệnh lệnh của vị thống chế này. Nhưng cũng giống như Guderian, Hoth luôn áp dụng trường phái "chỉ huy từ tuyến đầu" trong chiến đấu (Führen von vorn), và dành nhiều thời gian để trực tiếp chỉ huy, đôn đốc các đơn vị tiền phương hơn là để làm công việc văn phòng với bộ tham mưu của mình. Sở chỉ huy của ông luôn luôn được đặt rất gần tiền tuyến. Dưới sự lãnh đạo sâu sát của Hoth, Cụm Thiết giáp số 3 đã thực hiện nhiều đòn tấn công thần tốc, góp phần bao vây, đánh thắng Hồng quân Liên Xô trong các khu vực Białystok-Minsk (nơi quân Đức tuyên bố bắt được khoảng 290.000-324.000 tù binh, phá hủy hoặc thu giữ 3.332 xe tăng cùng 1.809 máy bay Liên Xô) và Vitebsk-Smolensk (nơi quân Đức bắt sống 310.000 tù binh, phát hủy hoặc thu giữ 3.205 xe tăng cùng 3.120 đại bác). Bên cạnh đó, do xem nhẹ sức mạnh của quân dân Liên Xô nên Hoth đã gặp nhiều thất bại cay đắng: ngày 20 tháng 7 Hồng quân phản kích đánh tan Sư đoàn Mô tô 14 của ông ta gần Velikie Luki, khiến Bock phải điều Sư đoàn Thiết giáp 19 đến ổn định trận tuyến; nửa cuối tháng 8 Hoth tung Sư đoàn Thiết giáp 17 không có bộ binh yểm hộ tấn công phòng tuyến vững chãi của Tập đoàn quân số 19 (Liên Xô), kết quả là quân Đức bị đẩy lùi với số xe tăng bị bắn cháy, bắn hỏng lên tới 30 chiếc. Mặc dù vậy, ngày 17 tháng 7 năm 1941, Hoth trở thành quân nhân thứ 250 của Đức Quốc xã được ban thưởng Lá sồi đính kèm vào Huân chương Chữ Thập Hiệp sĩ của mình. Về sau, ông ta lại được tặng thêm Thanh gươm đính kèm vào huân chương ấy vào ngày 15 tháng 9 năm 1943.

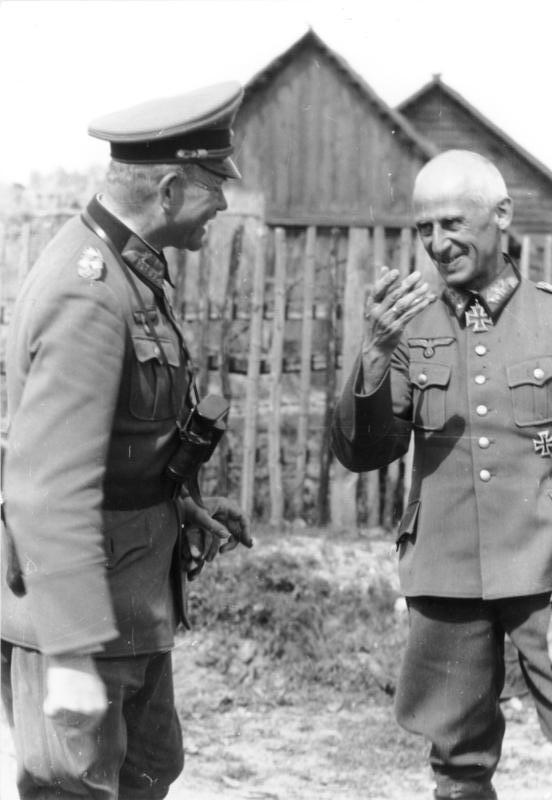
Hoth (bên phải) đang đùa cợt với Guderian một ngày trước Chiến dịch Barbarossa.

Sau những trận đánh lớn từ cuối tháng 6 đến tháng 8 năm 1941, quân Đức của Bock, Hoth và Guderian đã tiến sâu hơn 805 km vào lãnh thổ Nga và chỉ còn cách Moskva 298 km. Trong lúc Hoth đang sẵn sàng đánh dứt điểm Moskva, ngày 19 tháng 7 năm 1941, Hitler điều Cụm Thiết giáp số 3 lên mạn bắc đặng hiệp sức với Cụm Tập đoàn quân Bắc của Thống chế Wilhelm von Leeb chinh phục Leningrad. Đến tháng 9, Hitler mới cho cụm thiết giáp Hoth trở lại miền trung Nga để cùng Cụm Tập đoàn quân Trung tâm thực hiện Chiến dịch Bão táp đánh Moskva. Chiến dịch đạt được thắng lợi bước đầu khi quân Hoth và Cụm Thiết giáp số 4 của Thượng tướng Thiết giáp Erich Hoepner đánh bại 25 sư đoàn Liên Xô trong trận Bryansk từ ngày 30 tháng 9 đến ngày 20 tháng 10 năm 1941. Chiến thắng này, cùng với thắng lợi của Cụm Thiết giáp số 2 và Tập đoàn quân số 2 trong trận hợp vây 55 sư đoàn Liên Xô tại khu vực Vyazma, đã thêm 663.000 tù binh, 1.242 xe tăng và 5.412 đại bác Liên Xô vào danh sách chiến lợi phẩm của Đức. Nhưng sau đó, sức tiến công của Cụm Tập đoàn quân Trung tâm dần dần suy giảm và Chiến dịch Bão táp bị phá sản trước cửa ngõ Moskva vào tháng 12. Hoth không phải chứng kiến cuộc thảm bại ở ngoại vi Moskva, do vào tháng 10, ông được cử làm Tư lệnh Tập đoàn quân số 17 chiến đấu trong đội hình Cụm Tập đoàn quân Nam tại Ukraina, thay Đại tướng Carl-Heinrich von Stülpnagel vừa cáo bệnh từ chức. Hoth đã dẫn dắt Tập đoàn quân 17 thọc sâu vào lãnh thổ Ukraina và đánh bật quân Nga Xô Viết về trung lưu sông Donets, nhưng sau đó bị chặn đứng và mất nhiều lãnh thổ trong các cuộc phản kích dữ dội của Liên Xô vào cuối năm 1941 – đầu năm 1942. Những trận phản kích này đã đẩy Tập đoàn quân số 17 vào thế nguy kịch, khiến Hoth phải xoay xở dữ lắm mới ổn định lại được trận tuyến.
Ngày 31 tháng 5 năm 1942, Hoth được đổi làm Tư lệnh Tập đoàn Thiết giáp số 4, thay thế Thượng tướng Bộ binh Richard Ruoff. Đạo quân thiết giáp này được chọn làm mũi nhọn đi đầu của Cụm Tập đoàn quân Nam (Tư lệnh: Thống chế Fedor von Bock) khi Hitler mở Chiến dịch Blau với mục đích xâm chiếm khu vực sông Đông-Volga và vựa mỏ dầu Kavkaz vào mùa hè năm 1942. Từ điểm xuất phát là Kursk, Tập đoàn Thiết giáp số 4 đã nhanh chóng thọc sâu 100 km vào miền Nam Nga, đánh thiệt hại nặng 10 quân đoàn xe tăng của Phương diện quân Tây Nam (Liên Xô) và chiếm cứ một nửa thành phố Voronezh bên bờ tây sông Đông trong các ngày 28 tháng 6 – ngày 7 tháng 7 năm 1942. Tiếp theo đó, mặc dù kế hoạch ban đầu của Bộ Tư lệnh Tối cao Quân đội Đức yêu cầu Hoth vượt sông Đông tại Voronezh và tiến chiếm thành phố Stalingrad trên sông Volga, Hitler chuyển Tập đoàn Thiết giáp 4 sang hướng nam đặng hợp lực cùng Tập đoàn Thiết giáp 1 (Tư lệnh: Đại tướng Ewald von Kleist) vượt hạ lưu sông Đông ở Rostov vào ngày 13 tháng 7. Đây được xem là một quyết định lầm lạc từ phía Hitler, vì đã làm lỡ cơ hội đánh chiếm Stalingrad ngay trong tháng 7 (khi lực lượng Liên Xô ở đây còn mỏng) và gây tắc nghẽn giao thông trên tuyến hành quân của Tập đoàn Thiết giáp số 1. Thấy tiến độ hành quân bị chậm lại đáng kể, vào ngày 31 tháng 7 năm 1942, Hitler lệnh cho Tập đoàn Thiết giáp số 4 trở lại hướng bắc để hợp sức cùng Tập đoàn quân số 6 (Đại tướng Friedrich Paulus) chinh phục Stalingrad. Tại thời điểm này, quân thiết giáp của Hoth đã tiêu tốn rất nhiều nhiên liệu và phía Liên Xô đã đưa các lực lượng dự bị dồi dào đến cố thủ Stalingrad.
Trở lại hướng Volga, Hoth thúc quân vượt sông Đông và chiếm được thị trấn Kotelnikovo vào đầu tháng 8 năm 1942. Quân Đức tiến về Stalingrad theo 2 gọng kìm gồm Tập đoàn quân số 6 từ hướng bắc và Tập đoàn Thiết giáp số 4 từ hướng nam. Được sự yểm trợ chặt chẽ của Tập đoàn Không quân số 4 do Đại tướng Wolfram von Richthofen chỉ huy, các cánh quân của Hoth và Paulus đã dần dần đẩy lùi quân Liên Xô về cửa ngõ Stalingrad. Ngày 3 tháng 9 năm 1942, Tập đoàn Thiết giáp số 4 hội quân với Tập đoàn quân số 6 trên hướng tây Stalingrad và 10 ngày sau đó, binh sĩ Đức tiến vào thành phố. Nhưng đến ngày 18 tháng 11 năm 1942, các Phương diện quân Tây Nam, Stalingrad và Sông Đông của Liên Xô chuyển sang phản kích và tạo thế bao vây Tập đoàn quân 6, các đơn vị phía bắc của Tập đoàn Thiết giáp 4 cùng nhiều binh đoàn quân chư hầu Ý, Romania trong khu vực Stalingrad. Ngày 22 tháng 11 năm 1942, Hoth yêu cầu Paulus tổ chức cho các binh đoàn này phá vây chạy thoát sang hướng tây nam, nhưng Paulus và Tham mưu trưởng Tập đoàn quân 6 Arthur Schmidt từ chối vì muốn tuân thủ mệnh lệnh của Hitler là phải giữ Stalingrad tới cùng. Để giải vây từ bên ngoài cho quân Trục tại Stalingrad, Bộ Tư lệnh Tối cao Đức thành lập một đội quân cứu viện mang tên Cụm Tập đoàn quân Sông Đông do Thống chế Erich von Manstein chỉ huy, gồm Tập đoàn Thiết giáp 4, Phân bộ quân Hollidt (Đức) cùng Tập đoàn quân 4 (Romania). Manstein lên kế hoạch mở Chiến dịch Bão Mùa Đông với mục đích phá vỡ vòng vây Stalingrad từ hướng tây-nam. Chiến dịch được dự kiến khởi sự vào ngày 12 tháng 12, nhưng do Phân bộ quân Hollidt đã bị 2 phương diện quân Liên Xô kìm chân trong các trận đánh trên sông Chir từ ngày 7 tháng 12, Manstein chỉ dùng được Tập đoàn Thiết giáp 4 của Hoth và Tập đoàn quân 4 Romania để thực hiện kế hoạch giải vây.
Ngày 12 tháng 12 năm 1942, Chiến dịch Bão Mùa Đông bùng nổ. Vì phần lớn các đơn vị Liên Xô bị tấn công đã kiệt sức sau nhiều tuần chiến đấu và chưa được tiếp tế, lực lượng thiết giáp của Hoth nhanh chóng đục thủng phòng tuyến Hồng quân và thọc sâu hơn 50 km ngay trong ngày đầu. Họ đè bẹp một số đơn vị pháo binh và đe dọa bao vây Tập đoàn quân số 51 (Liên Xô). Sang ngày 13, quân Hoth bắt gặp và đánh thắng Tập đoàn Xe tăng số 5 (Liên Xô), nhưng sau đó bị một cuộc phản công của Hồng quân chặn đứng vào buổi tối. Trong suốt 3 ngày tới, hai bên chạm trán nảy lửa quanh làng Verkhne-Kumskiy và sông Alksay. Quân Đức bị thiệt hại rất nặng nề, riêng Sư đoàn Thiết giáp số 6 đã mất quá nửa số xe tăng của mình trong các trận giao chiến. Được không quân yểm hộ chặt chẽ, Tập đoàn Thiết giáp số 4 cuối cùng đã bẻ gãy đòn phản kích của "bọn Nga" và tiếp tục tiến công vào ngày 15 tháng 12. Quân Hoth và quân Romania chỉ còn cách thành phố 58 km vào ngày 20 tháng 12, khi họ bị khựng lại trước các đòn phản kích quyết liệt của lực lượng xe tăng Liên Xô trên sông Myshkova. Chiến dịch Bão Mùa đông cuối cùng đã bị phá sản vào ngày 23 tháng 12. Hồng quân Xô Viết tiếp tục vây hãm Stalingrad cho đến khi Paulus cùng toàn bộ đạo quân bị vây đầu hàng ngày 2 tháng 2 năm 1943.

#### Giai đoạn 1942-1943
Sau khi đánh bại Chiến dịch Bão Mùa đông, quân đội Liên Xô chuyển sang phản kích mạnh mẽ, nghiền nát Tập đoàn quân 4 Romania và buộc Hoth phải rút Tập đoàn Thiết giáp số 4 về tuyến xuất phát tại Kotelnikovo. Tháng 1 năm 1943, quân Hoth tiếp tục tháo lui tới Rostov và bám giữ nơi này đến tháng 2 năm 1943. Đầu tháng 2, các đơn vị thuộc Cụm Tập đoàn quân Nam (cũ) và Cụm Tập đoàn quân sông Đông được hợp nhất Cụm Tập đoàn quân Nam dưới quyền Thống chế Erich von Manstein. Trong quá trình triệt thoái, Manstein và Hoth cho các Tập đoàn Thiết giáp số 1, 4 vừa đánh trả vừa di chuyển từ cánh cực phải sang cánh cực trái của mặt trận quân Đức ở Nam Nga, hòng thu ngắn trận tuyến và tập trung binh lực chuẩn bị tung đòn phản kích quy mô lớn. Cuộc rút lui đã đưa đến kết quả tích cực cho quân đội Đức: khi lực lượng tấn công của Liên Xô bị kiệt sức, Manstein chớp thời cơ phát động chiến dịch phản kích đánh khu vực sông Donets vào ngày 19 tháng 2. Sau nhiều trận đánh khốc liệt, Cụm Tập đoàn quân Nam với mũi chủ công là Tập đoàn Thiết giáp số 4 của Hoth đã đạt được thắng lợi giòn giã, tiêu diệt 52 sư đoàn Liên Xô và thu hồi nhiều vùng lãnh thổ trên mặt trận phía nam Liên Xô. Chiến dịch Donets hoàn tất khi một quân đoàn thiết giáp SS thuộc Tập đoàn Thiết giáp 4 chiếm lại 2 thành phố Kharkov (15 tháng 3) và Belgorod (18 tháng 3 năm 1943).

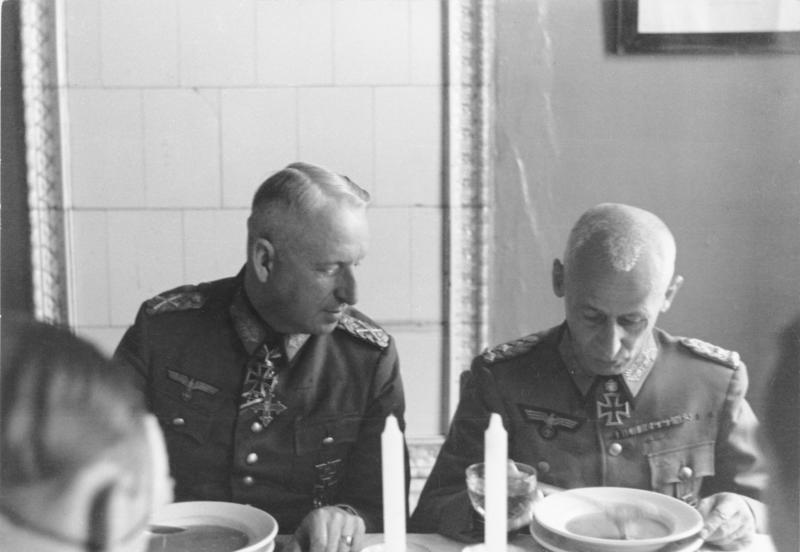
Thống chế Erich von Manstein (phải) và Đại tướng Hermann Hoth (trái) trong một cuộc thảo luận tại Nga.

Ngày 5 tháng 7 năm 1943, Hoth và Cụm Tập đoàn quân Nam được được điều động tham gia trận tấn công Kursk, trận đánh bằng xe tăng lớn nhất trong lịch sử quân sự thế giới. Cùng với Phân bộ quân Kempf (Thượng tướng Thiết giáp Werner Kempf), tập đoàn thiết giáp Hoth có nhiệm vụ xuyên thủng phòng tuyến kiên cố của Phương diện quân Voronezh (Đại tướng Nikolai F. Vatutin) trên cánh nam vòng cung Kursk. Phân bộ quân Kempf nhanh chóng bị chặn đứng, nhưng tập đoàn thiết giáp Hoth đã thọc sâu 32 km vào phòng tuyến Hồng quân trong các ngày 5 – 12 tháng 7. Thoạt tiên, Tập đoàn Thiết giáp 4 đánh thủng các tuyến phòng thủ số 1 và 2 của Hồng quân trong những trận quyết chiến từ ngày 5 đến ngày 6 tháng 7. Tiếp tới, quân Hoth phá vỡ tuyến phòng thủ số 3 của Vatutin vào ngày 7 tháng 7, nhưng ngay sau đó họ vấp phải nhiều đòn phản kích mạnh từ 3 hướng đông bắc, bắc và tây. Các cuộc phản công này đã khiến cho Hoth hao tổn rất nhiều thời gian và binh lực. Tuy nhiên, quân Hoth đã đẩy quân Liên Xô đến sát làng Prokhorovka vào ngày 11 tháng 7. Nguyên soái Liên Xô Georgi I. Zhukov huy động các lực lượng dự bị sung sức phản kích vào Prokhorovka, mở ra một trận đánh xe tăng dữ dội vào ngày 12 tháng 7. Sau một ngày giao tranh, quân Liên Xô đã loại 300 xe tăng của Hoth khỏi vòng chiến và buộc ông phải thu quân khỏi Prokhorovka. Ý đồ chọc thủng trận địa Hồng quân của Manstein và Hoth hoàn toàn phá sản. Ngày 13 tháng 7 năm 1943, Hitler tuyên bố hủy bỏ chiến dịch Vòng cung Kursk. Từ đó trở đi quyền chủ động tấn công hoàn toàn thuộc về quân đội Liên Xô. Trong một báo cáo cho Manstein vào thời gian đó, Hoth đã nhận định: "Người Nga đã học hỏi rất nhiều từ sau năm 1941. Họ không còn là những phàm phu tầm thương nữa. Họ đã hiểu được nghệ thuật chiến tranh".
Sau chiến thắng vòng cung Kursk, các Phương diện quân Voronezh và Thảo Nguyên (Liên Xô) đã tiến hành phản công quyết liệt, giải phóng Beogorod, Kharkov và đánh bật Tập đoàn Thiết giáp số 4 của Hoth sang bờ tây sông Dnieper trong các chiến dịch từ ngày 12 tháng 8 đến tháng 9 năm 1943. Quân Hoth bị thiệt hại rất lớn trên đường chạy qua sông Dnieper. Tiếp theo đó, ngày 23 tháng 9 năm 1943, Liên Xô triển khai tấn công chiếm lại Kiev, thủ phủ Ukraina. Hoth đánh bật được 2 đợt tấn công của quân Liên Xô vào Kiev trong tháng 10 năm 1943, nhưng đến ngày 6 tháng 11 cùng năm, Vatutin đã đánh thủng trận tuyến tập đoàn thiết giáp Hoth và thu hồi Kiev. Hoth tung quân phản kích vào Kiev nhưng không thành công. Hitler quy trách nhiệm làm mất Kiev cho Hoth và sa thải Hoth vào ngày 15 tháng 11 năm 1943. Manstein phản đối dữ dội quyết định này và khẳng định Hoth là một viên tướng rất "linh hoạt", "sáng suốt và kiên quyết", nhưng Hitler gạt bỏ ngoài tai. Hoth bị chuyển sang ngạch sĩ quan dự bị quân đội Đức, và phải đến tháng 4 năm 1945, ông mới được gọi trở lại để chỉ huy lực lượng phòng thủ dãy Harz (Bắc Đức). Hoth giữ chức vụ này cho đến khi chiến tranh kết thúc tại châu Âu vào cuối tháng 4 – đầu tháng 5 năm 1945.

## Sau chiến tranh
Sau khi chính quyền Hitler sụp đổ, Hoth đầu hàng quân đội Hoa Kỳ vào ngày 8 tháng 5 năm 1945. Hoth bị đưa ra xét xử tại tòa án Nürnberg và bị kết án là tội phạm chiến tranh. Tháng 10 năm 1948, ông ta bị kết án 15 năm tù giam tại trại Landsberg. Ngày 14 tháng 7 năm 1954, ông ta được thả trước thời hạn và chuyển về định cư ở thị trấn Goslar (bang Niedersachsen, Tây Bắc Đức). Ông đã dành phần lớn thời gian cuối đời để viết sách, báo về chiến tranh cơ giới-thiết giáp, và thường được mời đến thuyết giảng về lịch sử quân sự cho quân đội Cộng hòa Liên bang Đức. Trong nhiều bài báo và thư từ của ông với các cựu sĩ quan Đức Quốc xã, ông cũng ra sức bào chữa cho thất bại của Thống chế Erich von Manstein trong việc giải vây cho đạo quân của Thống chế Friedrich Paulus tại Stalingrad. Hoth mất ngày 25 tháng 1 năm 1971 tại Goslar và được chôn cất ngay tại đó sau khi chết.

## Lược sử quân hàm
- 27/01/1905: Thiếu úy (Leutnant)[51]
- 19/06/1912: Trung úy (Oberleutnant)[52]
- 08/11/1914: Thượng úy (Hauptmann)[51]
- 11/011924: Thiếu tá (Major)[51]
- 01/02/1929: Trung tá (Oberstleutnant)[52]
- 01/02/1932: Đại tá (Oberst)[52]
- 01/10/1934: Thiếu tướng (Generalmajor)[52]
- 02/10/1936: Trung tướng (Generalleutnant)[51]
- 10/11/1938: Thượng tướng Bộ binh (General der Infanterie)[51]
- 19/07/1940: Đại tướng (Generaloberst)[53]